# Lisa Regnell
Lisa Teresia Regnell (Stoccolma, 3 febbraio 1887 – Enskede, 5 novembre 1979) è stata una tuffatrice svedese.

## Biografia
È stata vicecampionessa olimpica ai Giochi olimpici di Stoccolma 1912 nel concorso della piattaforma. Nella stessa gara la sorella Elsa si è piazzata quarta.
Suo fratello Nils ha gareggiato ai Giochi intermedi di Saint Louis 1904 nella gara del miglio stile libero e nella staffetta 4 X 250 stile libreo.

## Palmarès
- Giochi olimpici

Stoccolma 1912: argento nella piattaforma